# William Kissam Vanderbilt II

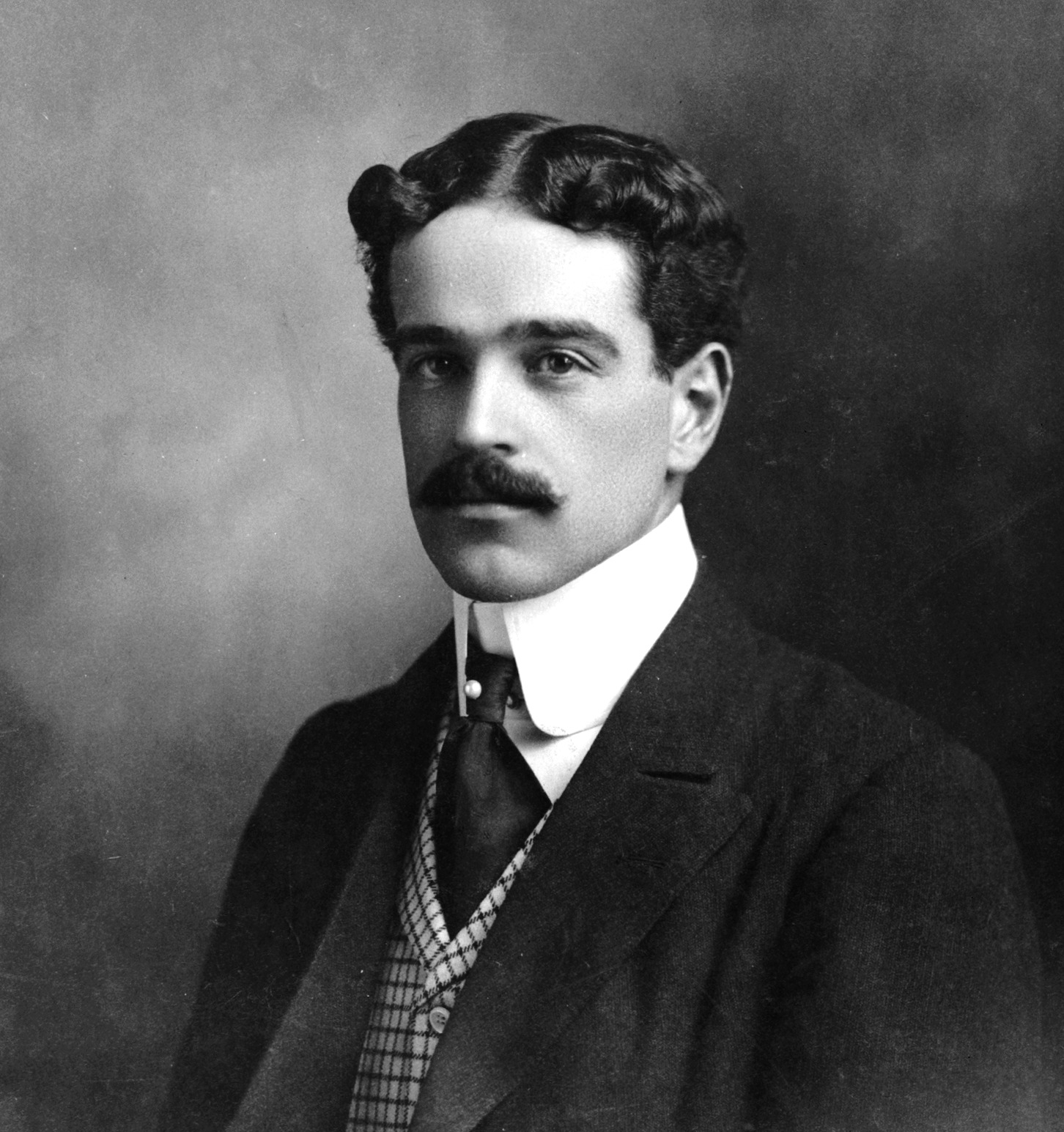
William Kissam Vanderbilt II

William Kissam Vanderbilt II, bijgenaamd Willie K. (New York 2 maart 1878 – 8 januari 1944), was een lid van de steenrijke Amerikaanse familie Vanderbilt. Hij was vooral bekend als autocoureur en zeiler. Hij nam met zijn broer Harold Stirling Vanderbilt vanaf 1903 de leiding over van de vele spoorwegmaatschappijen die de familie bezat en fungeerde na het overlijden van zijn vader als informeel hoofd van de familie. 
Hij was de zoon van William Kissam Vanderbilt en Alva Erskine Smith. Hij trouwde in 1899 met Virginia Graham Fair, en tijdens hun huwelijksdagen in het huis Idle Hour brandde dit af. Ze hadden drie kinderen (1 zoon en 2 dochters) gedurende hun 10 jaar durende huwelijk en daarna werd een echtscheidingsverzoek ingediend. Dat werd pas in 1927 uitgevoerd toen hij wilde hertrouwen. Dat gebeurde in Parijs met Rosamund Lancaster Warburton. In 1933 overkwam hem een tragedie toen zijn enige zoon William Kissam Vanderbilt III op 26-jarige leeftijd met de auto verongelukte. Ter ere van hem bouwde hij een vleugel aan zijn huis Eagle’s Nest te Centerport/New York (gebouwd van 1910 tot 1936) en richtte dit in met allerlei herinneringen aan zijn zoon en opende het huis ter bezichtiging enkele dagen per week. Later nam hij in zijn testament op dat dit het Vanderbilt Museum moest worden en gaf het tegelijkertijd een fonds mee van 2 miljoen dollar.

## Trivia
- Van 1904 tot en met 1910 was William Vanderbilt II organisator van de Vanderbilt Cup (autowedstrijd). Ook liet hij de Long Island Motor Parkway aanleggen.